# تحليل دلالي كامن
التحليل الدلالي الكامن Latent semantic analysis (LSA) هو أسلوب في معالجة اللغة الطبيعية، وخاصة الدلالات التوزيعية، لتحليل العلاقات بين مجموعة من المستندات والمصطلحات التي تحتوي عليها من خلال إنتاج مجموعة من المفاهيم المتعلقة بالمستندات والمصطلحات. تفترض LSA أن الكلمات المتقاربة في المعنى سوف تظهر في أجزاء مماثلة من النص (الفرضية التوزيعية). يتم إنشاء مصفوفة تحتوي على عدد الكلمات لكل مستند (تمثل الصفوف كلمات فريدة وتمثل الأعمدة كل مستند) من جزء كبير من النص ويتم استخدام تقنية رياضية تسمى تفريق القيمة المفردة (SVD) لتقليل عدد الصفوف مع الحفاظ على بنية التشابه بين الأعمدة. تتم بعد ذلك مقارنة المستندات عن طريق تشابه جيب التمام بين أي عمودين. تمثل القيم القريبة من 1 مستندات متشابهة جدًا بينما تمثل القيم القريبة من 0 مستندات مختلفة جدًا.
تم تسجيل براءة اختراع لتقنية استرجاع المعلومات باستخدام البنية الدلالية الكامنة في عام 1988 (براءة الاختراع الأمريكية رقم 4839853، والتي انتهت صلاحيتها الآن) من قبل سكوت ديرويستر، وسوزان دومايس، وجورج فورناس، وريتشارد هارشمان، وتوماس لانداور، وكارين لوخباوم، ولين ستريتر. وفي سياق تطبيقه على استرجاع المعلومات، يطلق عليه أحيانًا الفهرسة الدلالية الكامنة (LSI).